# Nyord Enge
Nyord Enge er et cirka 400 hektar stort  naturområde med strandeng og rørskov  på øen Nyord nord for Møn,  dannet af mudderaflejringer fra havet. Det er et af  Østdanmarks allerbedste fugleområder  og er et af Danmarks vigtigste levesteder for gæs, ænder og vadefugle. 206 hektar af Nyord Enge ejet af Dansk Ornitologisk Forenings Fugleværnsfond, som har bygget et fugletårn midt i området. På øen Nyord blev 478 hektar fredet i 1975, og det er kun selve Nyord By og kirkegården, som ikke er med i denne fredning.
Engene er en del af Ulvshale-Nyord Vildtreservat.  Fra 15. marts til 15. juli er færdsel  forbudt  på engene syd for vejen over Nyord.  
De er også en del af Ramsarområdet Præstø Fjord, Jungshoved Nor, Ulvshale og Nyord.